# Pombalia glauca
Pombalia glauca (Chodat) Paula-Souza – gatunek roślin z rodziny fiołkowatych (Violaceae). Występuje naturalnie w Boliwii, Brazylii (w stanach Bahia, Mato Grosso do Sul, São Paulo i Paraná), Paragwaju oraz północnej Argentynie. 

## Morfologia
PokrójZimozielony krzew dorastający do 30 cm wysokości.
LiścieBlaszka liściowa jest niemal siedząca i ma eliptyczny lub lancetowaty kształt. Mierzy 2,7–5,2 cm długości oraz 0,6–1,4 cm szerokości, jest piłkowana na brzegu, ma ostrokątną nasadę i ostry wierzchołek. Przylistki są od równowąskich do lancetowatych i osiągają 3–4 mm długości.
KwiatyPojedyncze, wyrastające z kątów pędów. Mają działki kielicha o lancetowatym kształcie i dorastające do 4–6 mm długości. Płatki są sierpowate, mają żółtawą barwę oraz 5–9 mm długości.
OwoceTorebki mierzące 7 mm długości, o elipsoidalnym kształcie.

## Biologia i ekologia
Rośnie w lasach i zaroślach. 